# Svržaki
Svržaki so naselje v Občini Metlika.